# آنژیوتانسینوژن
آنژیوتانسینوژن (به انگلیسی: Angiotensin) پیش ساز هورمون آنژیوتانسین دو بوده توسط کبد ساخته و در خون آزاد می‌شود. آنژیوتانسینوژن یک پروتئین از نوع α-۲-globulin است که در انسان ۴۵۲ اسیدآمینه دارد.

## اثرات هورمونی
پروتئین آنژیوتانسینوژن توسط آنزیم رنین به آنژیوتانسین یک تبدیل می‌شود و آنژیوتانسین یک توسط آنزیم مبدل آنژیوتانسین (ACE) که بیشتر در مویرگهای ریه یافت می‌شود به آنژیوتانسین دو تبدیل می‌شود. البته این آنزیم در سایر نقاط نیز یافت می‌شود ولی محل تجمع اصلی آن آندوتلیوم مویرگهای ریه‌است. این آنزیم از گروه کینازها بوده بخش کوچکی از انتهای C آنژیوتانسین یک (دواسید آمینه His-Leu) را حذف می‌کند. آنژیوتانسین دو هم یک عامل قوی انقباض عروقی (به خصوص شریانچه‌ها) است و هم از راهکارهای مختلف (مانند تحریک ترشح آلدسترون و هورمون ضد ادراری) موجب احتباس آب و سدیم می‌شود لذا عملکرد نهایی هورمون آنژیوتانسین دو افزایش فشار خون است.

## آنژیوتانسین دو
آنژیوتانسین دو، یک منقبض‌کننده عروقی فعال، هورمون اولیه فعال‌کننده سیستم رنین آنژیوتانسین و یک ترکیب مهم در پاتوفیریولوژی زیادی فشار خون است. همچنین باعث تحریک ترشح آلدوسترون از قسمت قشری غدد فوق کلیوی می‌شود.

## مکانیسم تولید
ابتدا پیش ساز هورمون یعنی آنژیوتانسینوژن توسط کبد ساخته، در خون آزاد می‌شود. پروتئین آنژیوتانسینوژن توسط هورمون رنین (آزاد شده از کلیه) به آنژیوتانسین یک تبدیل می‌شود و آنژیوتانسین یک توسط آنزیم مبدل آنژیوتانسین که بیشتر در مویرگهای ریه یافت می‌شود به آنژیوتانسین دو تبدیل می‌شود.
آنژیوتانسین دو بازجذب آب و سدیم را در کلیه‌ها افزایش می‌دهد لذا در خونریزی‌های شدید یا از دست دادن حجم آب و نمک بدن، تولید آن را افزایش می‌دهد.

## مکان‌یابی اثر
آنژیوتانسین دو بر قسمت ضخیم و صعودی لوله هنله، توبول پروگزیمال، توبول دیستال و توبول جمع‌کننده در کلیه‌ها اثر می‌کند.

## مکانیسم اثر
آنژیوتانسین دو هم یک عامل قوی انقباض عروقی (به خصوص شریانچه‌ها) است و هم از راهکارهای مختلف (مانند تحریک ترشح آلدسترون و هورمون ضد ادراری) موجب احتباس آب و سدیم می‌شود لذا عملکرد نهایی هورمون آنژیوتانسین دو افزایش فشار خون است.

## کاربرد درمانی
به دلایل فوق داروهای مهارکننده آنزیم مبدل آنژیوتانسین مانند انالاپریل و بلوک کننده‌های گیرنده آنژیوتانسین دو مانند لوزارتان همه داروهای کاهنده فشار خون هستند. همچنین از آنژیوتانسین دو برای انقباض عروق موضعی و قطع خونریزی مثلاً در واریس مری استفاده می‌شود.